# Полоний
| 84             | Полоний |
| Po(209)        |         |
| 4f145d106s26p4 |         |

Поло́ний — радиоактивный химический элемент 16-й группы (по устаревшей классификации — главной подгруппы VI группы), 6-го периода в периодической системе Д. И. Менделеева, с атомным номером 84, обозначается символом Po (лат. Polonium). Относится к группе халькогенов. При нормальных условиях представляет собой мягкий радиоактивный металл (согласно другим данным — полуметалл) серебристо-белого цвета, из-за высокой радиоактивности значительно нагревается.

## История и происхождение названия
Элемент открыт в 1898 году супругами Пьером Кюри и Марией Склодовской-Кюри в урановой смоляной руде. Об открытии они впервые сообщили 18 июля на заседании Парижской академии наук в докладе под названием «О новом радиоактивном веществе, содержащемся в смоляной обманке». Элемент был назван в честь родины Марии Склодовской-Кюри — Польши (лат. Polonia).
В 1902 году немецкий учёный Марквальд выделил новый элемент, который он назвал радиотеллуром. Кюри, прочтя заметку об этом открытии, сообщила, что это — элемент полоний, открытый ими четырьмя годами ранее. Марквальд не согласился с такой оценкой, заявив, что полоний и радиотеллур — разные элементы. После ряда экспериментов с элементом супруги Кюри доказали, что полоний и радиотеллур обладают одним и тем же периодом полураспада. Марквальд был вынужден признать свою ошибку.

## Нахождение в природе
Радионуклиды полония входят в состав естественных радиоактивных рядов:
210Po (Т1/2 = 138,376 сут), 218Po (Т1/2 = 3,10 мин) и 214Po (Т1/2 = 1,643⋅10−4 с) — в ряд 238U;
216Po (Т1/2 = 0,145 с) и 212Po (Т1/2 = 2,99⋅10−7 с) — в ряд Th;
215Po (Т1/2 = 1,781⋅10−3 с) и 211Po(Т1/2 = 0,516 с) — в ряд 235U.
Поэтому полоний всегда присутствует в урановых и ториевых минералах. Равновесное содержание полония в земной коре — около 2⋅10−14 % по массе.

## Физические и химические свойства
Полоний — мягкий серебристо-белый радиоактивный металл (часто относят к полуметаллам).
Металлический полоний быстро окисляется на воздухе. Известны диоксид полония (РоО2)x и монооксид полония РоО. С галогенами образует тетрагалогениды. При действии кислот переходит в раствор с образованием катионов Ро2+ розового цвета:
{\displaystyle {\ce {Po + 2 HCl -> PoCl2 + H2 ^}}}{\displaystyle .}
При растворении полония в соляной кислоте в присутствии магния образуется полоноводород:
{\displaystyle {\ce {Po + Mg + 2 HCl -> MgCl2 + H2Po,}}}
который при комнатной температуре находится в жидком состоянии (от −36,1 до 35,3 °C), но неустойчив при температурах выше 0 °C, также склонен к радиолизу.
В индикаторных количествах получены кислотный триоксид полония РоО3 и соли полониевой кислоты, не существующей в свободном состоянии — полонаты К2РоО4. Образует галогениды состава PoX2, PoX4 и PoX6. Подобно теллуру полоний способен с рядом металлов образовывать химические соединения — полониды.
Полоний является единственным химическим элементом, который при низкой температуре образует одноатомную простую кубическую кристаллическую решётку.

## Изотопы
На начало 2006 года известны 33 изотопа полония в диапазоне массовых чисел от 188 до 220. Кроме того, известны 10 метастабильных возбуждённых состояний изотопов полония. Стабильных изотопов не имеет. Наиболее долгоживущие изотопы, 209Po и 208Po имеют периоды полураспада 125 и 2,9 года соответственно. Некоторые изотопы полония, входящие в радиоактивные ряды урана и тория, имеют собственные наименования, которые сейчас в основном рассматриваются как устаревшие:
| Изотоп | Название   | Обозначение | Радиоактивный ряд |
| ------ | ---------- | ----------- | ----------------- |
| 210Po  | Радий F    | RaF         | 238U              |
| 211Po  | Актиний C′ | AcC′        | 235U              |
| 212Po  | Торий C′   | ThC′        | 232Th             |
| 214Po  | Радий C′   | RaC′        | 238U              |
| 215Po  | Актиний A  | AcA         | 235U              |
| 216Po  | Торий A    | ThA         | 232Th             |
| 218Po  | Радий A    | RaA         | 238U              |

## Получение
На практике в граммовых количествах нуклид полония 210Ро синтезируют искусственно, облучая металлический 209Bi тепловыми нейтронами в ядерных реакторах. Получившийся 210Bi за счёт β-распада превращается в 210Po. При облучении того же изотопа висмута протонами по реакции
209Bi + p → 209Po + n
образуется самый долгоживущий изотоп полония 209Po.
В реакторах с жидкометаллическим носителем в качестве теплоносителя может применяться эвтектика свинец-висмут. Такой реактор, в частности, был установлен на подводной лодке К-27. В активной зоне реактора висмут может переходить в полоний.
Микроколичества полония извлекают из отходов переработки урановых руд. Выделяют полоний экстракцией, ионным обменом, хроматографией и возгонкой.
Металлический Po получают термическим разложением в вакууме сульфида PoS или диоксида (PoO2)x при 500 °C.
Более 95 % мирового производства полония-210 приходится на Россию, однако практически весь он поставляется в США, где используется в основном для производства промышленных и бытовых антистатических ионизаторов воздуха.
На 2006 год, по утверждению британского учёного и писателя Джона Эмсли, в год производилось около 100 граммов 210Ро.
Стоимость
По данным британских экспертов, микроскопические дозы полония-210 стоят миллионы долларов США. С другой стороны, согласно утверждению радиохимика, д. х. н. Б. Жуйкова, получаемый из висмута полоний-210 очень дёшев. Согласно данным на 2006 год, за производство 9,6 граммов полония-210 заводу «Авангард» платили порядка 10 миллионов рублей, что сопоставимо со стоимостью трития. Однако, американская компания United Nuclear, получающая изотоп из России, на 2006 год продавала образцы по цене 69 USD, утверждая, что для накопления смертельной дозы потребовалось бы более 1 миллиона долларов.

## Применение
Полоний-210 в сплавах с бериллием и бором применяется для изготовления компактных и очень мощных нейтронных источников, практически не создающих γ-излучения (но короткоживущих ввиду малого времени жизни 210Po: Т1/2 = 138,376 суток) — альфа-частицы полония-210 рождают нейтроны на ядрах бериллия или бора в (α, n)-реакции. Это герметичные металлические ампулы, в которые заключена покрытая полонием-210 керамическая таблетка из карбида бора или карбида бериллия. Такие нейтронные источники легки и портативны, совершенно безопасны в работе и очень надёжны. Например, советский нейтронный источник ВНИ-2 представляет собой латунную ампулу диаметром 2 и высотой 4 сантиметра, ежесекундно излучающую до 90 миллионов нейтронов.
Полоний-210 часто применяется для ионизации газов (в частности, воздуха). В первую очередь ионизация воздуха необходима для борьбы со статическим электричеством (на производстве, при обращении с особо чувствительной аппаратурой). Например, для прецизионной оптики изготавливаются кисточки удаления пыли. Для окраски автомобилей в гаражах используются пульверизаторы с подачей воздуха, проходящего через антистатический ионизатор с полонием («ионную пушку»). Другое, уже ушедшее в прошлое применение эффекта ионизации газа — в электродных сплавах автомобильных свечей зажигания для уменьшения напряжения возникновения искры.
Важной областью применения полония-210 является его использование в виде сплавов со свинцом, иттрием или самостоятельно для производства мощных и весьма компактных источников тепла для автономных установок, например, космических. Один кубический сантиметр полония-210 выделяет около 1320 Вт тепла. Эта мощность весьма велика, она легко приводит полоний в расплавленное состояние, поэтому его сплавляют, например, со свинцом. Хотя эти сплавы имеют заметно меньшую энергоплотность (150 Вт/см3), тем не менее, они более удобны к применению и безопасны, так как полоний-210 испускает почти исключительно альфа-частицы, а их проникающая способность и длина пробега в плотном веществе минимальны. Например, у советских самоходных аппаратов космической программы «Луноход» для обогрева приборного отсека применялся полониевый обогреватель.
Полоний-210 может послужить в сплаве с лёгким изотопом лития (6Li) веществом, которое способно существенно снизить критическую массу ядерного заряда и послужить своего рода ядерным детонатором. Кроме того, полоний пригоден для создания компактных «грязных бомб» и удобен для скрытной транспортировки, так как практически не испускает гамма-излучения. Изотоп испускает гамма-кванты с энергией 803 кэВ с выходом только 0,001 % на распад.
Полоний является стратегическим металлом, должен очень строго учитываться, и его хранение должно быть под контролем государства ввиду угрозы ядерного терроризма.

## Токсичность
Полоний-210 обладает особо высокой радиотоксичностью и является исключительно сильным канцерогеном, имеет период полураспада 138 дней 9 часов. Его удельная активность (166 ТБк/г, тепловыделение 148 Вт/г) настолько велика, что, хотя он излучает только альфа-частицы, брать его руками нельзя, поскольку результатом будет лучевое поражение кожи и, возможно, всего организма: полоний довольно легко проникает внутрь сквозь кожные покровы. Он опасен и на расстоянии, превышающем длину пробега альфа-частиц, так как его соединения саморазогреваются из-за очень сильного удельного тепловыделения, возгоняются и переходят в аэрозольное состояние. ПДК в водоёмах и в воздухе рабочих помещений 11,1⋅10−3 Бк/л и 7,41⋅10−3 Бк/м3. Поэтому работают с полонием-210 только в герметичных боксах (перчаточных или с механическими манипуляторами). Опасны также и все соединения полония, наиболее токсичным из которых является полоноводород.
Положительно заряженные альфа-частицы, излучаемые полонием, не проходят через кожу, однако при попадании полония внутрь организма, — при ингаляции, проникновении через кожные покровы или проглатывании, — альфа-частицы необратимо вызовут опасные радиобиологические эффекты внутри организма человека (в первую очередь они обусловлены радиолизом воды), что может привести к лучевой болезни, мутациям, развитию злокачественных новообразований (среди них — лейкоз и некоторые виды неходжкинских лимфом, также характерны, учитывая особенности аккумуляции полония в организме, рак почек, печени, селезёнки), нарушению кроветворения и гибели.
По оценке специалистов, летальная доза полония-210 для взрослого человека оценивается в пределах от 0,1—0,3 ГБк (0,6—2 мкг) при попадании изотопа в организм через лёгкие до 1—3 ГБк (6—18 мкг) при попадании в организм через пищеварительный тракт.
Более долгоживущие полоний-208 (период полураспада 2,898 года) и полоний-209 (период полураспада 103 года) обладают несколько меньшей радиотоксичностью на единицу массы, обратно пропорционально периоду полураспада. Сведений о радиотоксичности других, короткоживущих изотопов полония мало. В организме человека полоний ведёт себя подобно своим химическим гомологам, селену и теллуру, концентрируется в печени, почках, селезёнке и костном мозге. Период полувыведения из организма − от 30 до 50 дней, выделяется в основном через почки. Были сообщения об успешном использовании 2,3-димеркаптопропанола для выведения полония из организма крыс — 90 % животных, которым внутривенно вводилась смертельная доза полония-210 (9 нг/кг массы тела), выжили, тогда как в контрольной группе все крысы погибли в течение полутора месяцев.

## Случаи отравления полонием-210
- Смерть Александра Литвиненко в 2006 году, который скончался в результате отравления полонием-210.
- Полоний был обнаружен[источник не указан 4181 день] в личных вещах Ясира Арафата, который скончался в 2004 году. Проведена эксгумация тела[24]. Первоначально швейцарская сторона международной комиссии подтвердила факт отравления полонием[25]. Однако позже согласилась с выводами российской и французской стороны об отсутствии доказательств отравления[26].
- Роман Цепов.

## Содержание полония в продуктах
Полоний-210 в небольших количествах находится в природе и накапливается табаком, вследствие чего является одним из заметных факторов, который наносит вред здоровью курильщика. Другие природные изотопы полония распадаются очень быстро, поэтому не успевают накапливаться в табаке. «Производители табака обнаружили этот элемент более 40 лет назад, попытки удалить его были безуспешны», — говорится в статье 2008 года исследователей из американского Стэнфордского университета и клиники Майо в Рочестере.